# AnnaLynne McCord

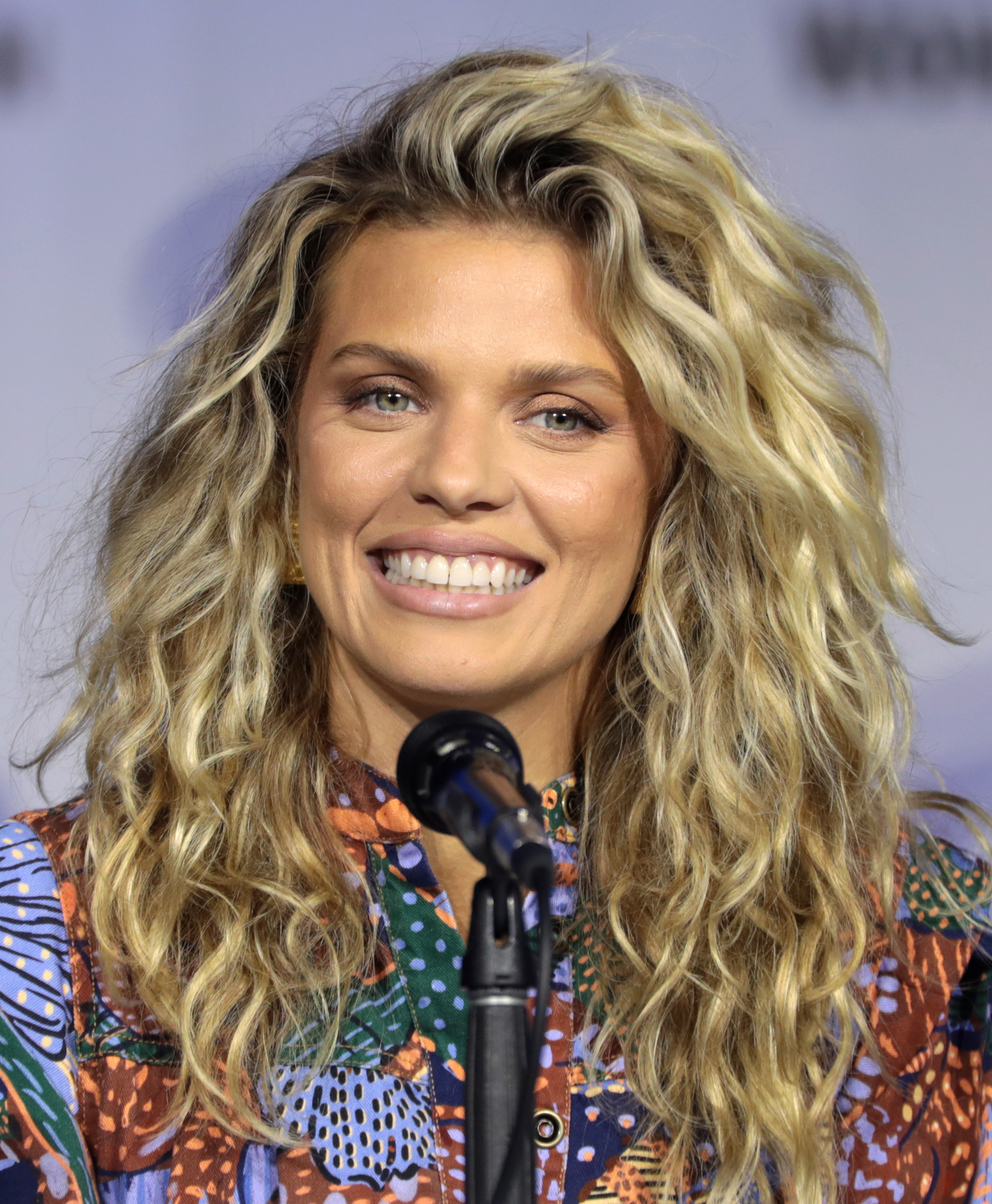
AnnaLynne McCord auf der WonderCon 2022

AnnaLynne McCord (* 16. Juli 1987 in Atlanta, Georgia) ist eine US-amerikanische Schauspielerin.

## Leben und Leistungen
McCord war seit dem Alter von 15 Jahren als Model tätig und arbeitete unter anderen für das Unternehmen von Estée Lauder. Sie debütierte als Schauspielerin an der Seite von Jason Statham im Actionthriller Transporter – The Mission aus dem Jahr 2005. Nach einigen Gastrollen in Fernsehserien – darunter in zwei Folgen der Serie Alles Betty! aus dem Jahr 2007 – war sie im Jahr 2007 in über 60 Folgen der Serie American Heiress zu sehen. Im Science-Fiction-Film Mysterious (2007) übernahm sie die Hauptrolle. Eine der Hauptrollen spielte sie im Horrorfilm Day of the Dead (2008), in dem sie die Freundin von Trevor Bowman (Michael Welch) verkörperte, die gemeinsam mit ihm und mit dessen Schwester Sarah Bowman (Mena Suvari) Zombies bekämpft. Außerdem spielte sie von 2008 bis 2013 in der Serie 90210 mit und übernahm dort die Rolle der Naomi Clark.
2014 gab sie bekannt, dass sie im Alter von 18 Jahren von einem Freund vergewaltigt wurde. Beim Dreh einer Vergewaltigungsszene für die Serie 90210 brachen die damals durchlebten negativen Gefühle aus ihr heraus – ihre Schauspielkollegen lobten sie für diese authentische Schauspielerleistung, ahnten jedoch nichts von deren Hintergrund. In einem Interview gab sie im April 2021 an, an Dissoziativer Identitätsstörung zu leiden.

## Filmografie (Auswahl)
- 2002: The Middle of Nowhere
- 2005: Transporter – The Mission (Le Transporteur II)
- 2006: O.C., California (The O.C., Fernsehserie, Folge 3x22)
- 2006: Close to Home (Fernsehserie, Folge 1x23)
- 2007: CSI: Miami (Fernsehserie, Folge 5x23)
- 2007: Cold Case – Kein Opfer ist je vergessen (Cold Case, Fernsehserie, Folge 4x20)
- 2007: American Heiress (Fernsehserie, 61 Folgen)
- 2007: Bad Girl Island
- 2007–2009: Nip/Tuck – Schönheit hat ihren Preis (Nip/Tuck, Fernsehserie, 12 Folgen)
- 2007: Greek (Fernsehserie, Folge 1x06)
- 2007: Ugly Betty (Fernsehserie, Folgen 1x19–1x20)
- 2008: Day of the Dead
- 2008: Molly Hartley – Die Tochter des Satans (The Haunting of Molly Hartley)
- 2008–2013: 90210 (Fernsehserie, 114 Folgen)
- 2009: Fired Up!
- 2010: Amexica (Kurzfilm)
- 2010: Gun
- 2011: Blood Out
- 2011: Night Tales (Fernsehfilm)
- 2012: Excision
- 2013: Scorned
- 2013: Officer Down – Dirty Copland (Officer Down)
- 2014: The Christmas Parade (Fernsehfilm)
- 2014: Gutshot (Gutshot Straight)
- 2014: Dallas (Fernsehserie, 9 Folgen)
- 2014: Stalker (Fernsehserie, Folge 1x07)
- 2015: Killer Photo (Fernsehfilm)
- 2015: Lucifer (Fernsehserie, Folge 1x01)
- 2015: Santas kleiner Helfer (Santa’s Little Helper)
- 2016: AmeriGeddon
- 2016: Beauty and the Beast (Fernsehserie, Folge 4x08)
- 2016: Secrets and Lies (Fernsehserie, 7 Folgen)
- 2016: The Night Shift (Fernsehserie, 6 Folgen)
- 2016: Trash Fire
- 2017: 68 Kill
- 2018: First We Take Brooklyn
- 2018: Let’s Get Physical (Fernsehserie, 8 Folgen)
- 2019: Tone-Deaf
- 2019: Nightmare in Paradise (Wrongfully Accused)
- 2019: American Skin
- 2020: A Soldier’s Revenge
- 2020: Feliz NaviDAD (Fernsehfilm)
- 2020: Feral State
- 2021: Legends of Tomorrow (Fernsehserie, Folge 6x08)
- 2021–2022: Power Book III – Raising Kanan (Fernsehserie, 8 Folgen)
- 2021: King Knight (Stimme von Karen)
- 2021: Dancing Through Christmas (Fernsehfilm)
- 2022: Titanic 666
- 2023: The Weapon
- 2023: Condition of Return
- 2023: Dante’s Hotel
- 2024: Zeit der Sehnsucht (Days of Our Lives, Seifenoper, 4 Folgen)